# Puha (Neuseeland)
Puha ist eine kleine Siedlung im Gisborne Distrikt auf der Nordinsel von Neuseeland.

## Geographie
Die Siedlung befindet sich rund 3 km westlich von Te Karaka, unweit des Zusammenflusses von Waikohu River und Waipaoa River. Das kleine Dorf Whatatutu liegt 10 km nördlich der Siedlung und Gisborne, das sich rund 26 km südöstlich befindet, kann über den New Zealand State Highway 2, der die Siedlung südlich passiert, erreicht werden.